# Діалог (фільм)
«Діалог» (рос. «Диалог») — радянський трисерійний художній телефільм 1977 року, знятий на кіностудії «Мосфільм».

## Сюжет
Політичний телефільм. Про спільну роботу радянського журналіста Єршова і західнонімецького режисера над документальним фільмом, присвяченим розрядці міжнародної напруженості.

## У ролях
- В'ячеслав Тихонов — Олександр Олександрович Єршов, журналіст
- Людмила Касаткіна — Анна Петрівна Широкова, журналістка
- Іван Лапиков — Рудольф Васильович Дементьєв, кореспондент ТАРС в Бонні
- Хорст Дрінда — Петер Крашке, німецький режисер
- Андрій Попов — німецький письменник
- Владлен Давидов — редактор журналу
- Михайло Погоржельський — голова концерну
- Георгій Сорокін — радянський посол
- Родіон Александров — німецький посол
- Олександр Александровський — Микола Євгенович, редактор
- Хайнц Браун — епізод
- Степан Бубнов — епізод
- Марія Виноградова — фрау Бухіле, ворожка (3-а серія)
- Петро Вишняков — епізод
- Юрій Волков — співробітник німецького відомства друку
- Олександр Іванов — Трішин
- Людмила Карауш — Іра, асистентка Крашке
- Ігор Кашинцев — епізод
- Олексій Колосов — Альоша, син журналіста Єршова, студент, музикант
- Улдіс Лієлдіджс — Фріц
- Леонід Недович — Вальтер, член правління фірми
- Євгенія Поплавська — епізод
- Елеонора Прохницька — епізод
- Неллі Пшенна — епізод
- Юлія Цоглін — епізод
- Федір Савостьянов — епізод
- Берко Аккер — неонацист
- Пауль Берндт — епізод
- Берт Брунн — епізод
- Вернер Віланд — епізод
- Бруно Карстенс — епізод
- Бригітта Лінденберг — епізод
- Бенно Міт — епізод
- Герберт Зіверс — епізод
- Рудольф Ульріх — епізод
- Хайнц Шредер — епізод
- Клаус Герке — епізод
- Петер Каліш — епізод
- Володимир Колчин — радянський журналіст
- Вілфрід Пухер — епізод
- Жанна Рождественська — співачка
- Віктор Афанасьєв — головний редактор газети «Правда», інтерв'ю в пролозі (1-а серія)
- Володимир Михайлов — журналіст газети «Правда»
- Макс Грюн — письменник, інтерв'ю в пролозі (2-а серія)
- Генрі Наннен — головний редактор «Штерн», інтерв'ю (2-а серія)
- Герберт Міс — Голова Німецької коммуністичної партії, інтерв'ю (2-а, 3-я серії)
- Валентин Пєчніков — провідник (1-а серія)
- Володимир Мишкін — шофер

## Знімальна група
- Режисер — Сергій Колосов
- Сценаристи — Михайло Громов, Іван Менджерицький, Сергій Колосов
- Оператор — Валентин Железняков
- Композитор — Олексій Рибников
- Художник — Михайло Карташов